# Hadena erythurus
Hadena erythurus là một loài bướm đêm trong họ Noctuidae.